# Orlęta Gorzów Wielkopolski (łucznictwo)
KS Orlęta Gorzów Wielkopolski – polski klub łuczniczy z siedzibą w Gorzowie Wielkopolskim. Obok jego siedziby – przy ul. Wyszyńskiego, znajdują się 50-metrowe tory łucznicze, natomiast dłuższe są na terenie stadionu OSiR.
Łucznikami klubu byli m.in.: mistrzowie Polski – Andrzej Nuckowski z 1980 roku i Zbigniew Narbutowicz z 1983 roku, mistrz Polski w łucznictwie polowym – Sebastian Droba z 2016 oraz medaliści mistrzostw Polski Marek Kantczak, Małgorzata Knutowicz, Jerzy Pasterzak i Andrzej Pietrzak.